# Drosophila pterocelis
Drosophila pterocelis är en tvåvingeart som beskrevs av Tsacas och Chassagnard 1999. Drosophila pterocelis ingår i släktet Drosophila och familjen daggflugor.
Artens utbredningsområde är Kongo-Kinshasa.